# أرز بالكاري
أرز بالكاري هو الطبق الشعبي في شبه القارة الهندية وكذلك في سريلانكا وبنغلاديش